# 類数問題
数学における、（虚二次体の）ガウスの類数問題 (英: Gauss class number problem)とは、普通は、各 n ≥ 1 に対し類数が n である虚二次体 {\displaystyle \mathbb {Q} ({\sqrt {d}})} （ただし d は負の整数）の完全なリストを求める問題である。この名前はカール・フリードリヒ・ガウス(Carl Friedrich Gauss)にちなむ。また、代数体の判別式の観点から記述することもできる。これと関連する問題として、実二次体の場合や、 {\displaystyle d\to -\infty } のときどのような振る舞いを示すか、というものがある。
この問題の困難な点は、範囲の有効(effective)な計算である。与えられた判別式に対して類数を計算することは易しく、類数の無効(ineffective)な下限がいくつか存在するが（つまり、それらは計算されない定数を含む）、しかし有効な範囲を求めること（そしてリストの完全性の証明）は難しい。

## 元々のガウスの予想
この問題は1801年にガウスが Disquisitiones Arithmeticae (Section V, Articles 303-304) の中で示した。
ガウスは Article 303 で虚二次体について議論し、最初に 2つの予想を提示した。Article 304 では3つめの実二次体についての予想を提示した。
ガウスの予想(Gauss Conjecture) (類数の無限大傾向)
{\displaystyle d\to -\infty } のとき {\displaystyle h(d)\to \infty }
ただし、h(d)は二次体{\displaystyle \mathbb {Q} ({\sqrt {d}})}の類数を表す。
ガウスの類数問題(Gauss Class Number Problem) (小さな類数のリストアップ)
与えられた小さな類数（例えば、1 とか 2 とか 3 ）に対して、ガウスはその類数を持つ虚二次体のリストを与え、また、それが完全なものであると信じた。
類数が 1 である実二次体の無限存在性
ガウスは類数が 1 である実二次体は無限に存在すると予想した。
元々のガウスの虚二次体の類数問題は、現代の命題とは重要な違いがあり、容易な形となっている。ガウスは、（代数体の）判別式が偶数の値をもつものに限定し、非基本判別式(non-fundamental discriminant)を許容した。

## 本問題の状況
ガウスの予想ハイルブロン(Heilbronn)により、1934年に解決（虚二次体）
小さな類数に対するリスト類数 1: ベイカー(Baker) (1966), スターク(Stark) (1967), ヘーグナー(Heegner) (1952)により解決
類数 2: ベイカー(Baker) (1971), スターク(Stark) (1971)により解決
類数 3: オステルレ(Oesterlé)により1985年に解決
類数 h が 100 まで: ワトキンス(Watkins)により2004年に解決
類数が 1 である実二次体の無限存在性未解決

## 類数 1 の判別式のリスト
虚二次体に対しては、類数が 1 である体の基本判別式(fundamental discriminant)は、
{\displaystyle d=-3,-4,-7,-8,-11,-19,-43,-67,-163.}
である。
類数が 1 である体の非基本判別式(non-fundamental discriminant)は、
{\displaystyle d=-12,-16,-27,-28.}
である。
したがって、非基本判別式を含む、類数が 1 の体の判別式が偶数のものは（元々のガウスの問題）、
{\displaystyle d=-4,-8,-12,-16,-28.}
となる。

## 現代の発展
1934年、ハンス・ハイルブロン(Hans Heilbronn)はガウスの予想を証明した。同じことであるが、与えられた任意の類数に対し、その類数を持つ虚二次体は有限個しかない。
同じく1934年には、ハイルブロンとエドワード・リンフォート(Edward Linfoot)は、類数が 1 の虚二次体が多くとも 10個しかないことを示した（9個は既知で、多くともあと1つだけ）。結果は非有効的であり（計算可能ではないという意味、有効な結果を参照）、残っている体の大きさの範囲を示すことができなかった。
その後の発展として、n = 1 の場合が最初にクルト・ヘーグナー(Kurt Heegner)により議論され、モジュラ形式やモジュラ方程式(modular equation)を使い、そのような体が9個以外には存在しないことを示した。この成果は最初は受け入れられなかったが、後にハロルド・スターク(Harold Stark)やブライアン・バーチ(Bryan Birch)の成果により主張が明確化され、ヘーグナーの成果が理解されるようになった。スターク・ヘーグナーの定理(Stark–Heegner theorem)やヘーグナー数(Heegner number)を参照。実質的に同時期にアラン・ベイカー(Alan Baker)は、現在数体の対数の線型形式上のベイカーの定理として知られているものを証明したが、これは（スタークらと）完全に異なる方法で解かれている。n = 2 の場合はその少し後に、少なくとも原理的にはベイカーの成果の応用として研究が進められた。
類数が 1 である虚二次体 {\displaystyle \mathbb {Q} ({\sqrt {k}})} の完全なリストは、k が以下のものである。
{\displaystyle -1,-2,-3,-7,-11,-19,-43,-67,-163.}
一般の場合は、1976年のドリアン・ゴールドフェルド(Dorian Goldfeld)の発見を待つことになる。これは類数問題が楕円曲線のL-函数に関連するというものである。これによって、有効な判別式の問題が、L-函数の多重零点の存在を確立する問題に還元される。1986年、グロス・ザギヤの定理の証明によって、与えられた類数を持つ虚二次体の完全なリストは有限回の計算により確定できることがわかった。2004年にワトキンス(Watkins)は　n = 100 以下のすべての場合についてリストを求めた。

## 実二次体
一方で実二次体の場合は全く異なり、ほとんど知られていない。この理由は、類数の解析的公式に入るものが自身の類数 h ではなく、 {\displaystyle h\log \epsilon } となるからである。ここで{\displaystyle \epsilon }は基本単数を意味する。この余剰な因子の制御が難しい。類数 1 の実二次体も無限個存在するのではないかと考えられている。
コーヘン・レンストラ(Cohen-Lenstra)のヒューリスティクスは、二次体の類数の構造についてのより詳細な一連の予想である。このヒューリスティクスは実数体について、素数の平方根を添加することで得られる体のうち約 75.446%が類数 1 となるという予想だが、結果は計算と一致する。

## 参照項目
- 類数 1 の数体のリスト（英語版）